# Harriet Arbuthnot
Pour les articles homonymes, voir Arbuthnot.
Harriet Arbuthnot, née le 10 septembre 1793 et morte  le 2 août 1834, est une autrice de journal du début du XIXe siècle anglais, qui, pour le compte du parti Tory, observe les évènements sociaux et accueille des réunions politiques. Au cours des années 1820, elle est le « meilleur ami féminin » du vainqueur de la bataille de Waterloo, et Premier ministre du Royaume-Uni, Arthur Wellesley, duc de Wellington. Pendant longtemps, elle reste en relation avec Wellington, avec lequel elle entretient une correspondance suivie ; elle rapporte ces relations dans son journal. Les journaux d'Harriet Arbuthnot sont par suite utilisés abondamment dans toutes les biographies qui font autorité sur le duc de Wellington.
Née dans le contexte de l'aristocratie britannique, mariée à un homme politique membre de l’establishment, elle est admirablement placée pour rencontrer tous les personnages-clés de la Régence (1811-1820) et de la fin de la période napoléonienne. Prenant note des réunions et des conversations, souvent mot pour mot, elle est ainsi devenue la Mrs Arbuthnot citée dans tant de biographies et d'histoires de cette époque. Ses observations et ses souvenirs de la vie à l'intérieur de l’establishment britannique ne se limitent pas aux individus, mais constituent également des sources en ce qui concerne la politique, les grands évènements et la vie quotidienne, avec une même attention au détail, donnant ainsi aux historiens une vision claire des évènements décrits. Ses journaux furent eux-mêmes finalement publiés en 1950 sous le titre Journal de Mrs Arbuthnot.

## Jeunes années

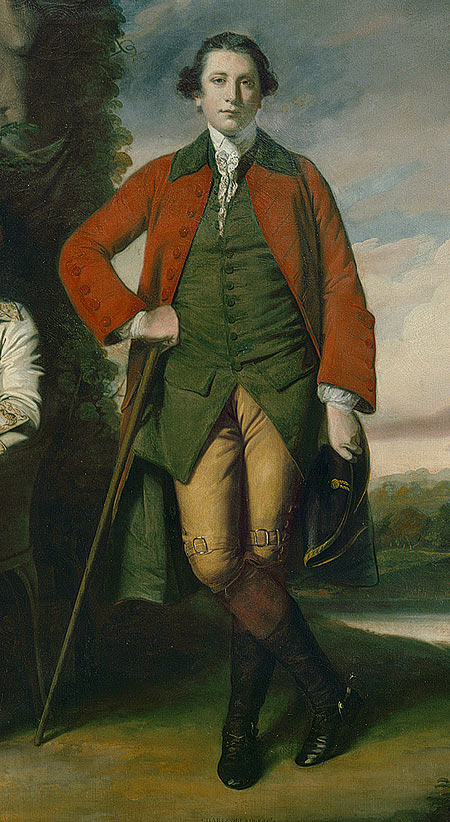
Henry Fane, MP (membre du Parlement), (1739–1802), le père de Harriet Arbuthnot.

Harriet Arbuthnot — Harriet Fane, de son nom de jeune fille — est la fille de Henry Fane, second fils de Thomas Fane, 8e comte de Westmorland. Lorsqu'il était jeune, Henry Fane était décrit comme « très oisif et nonchalant, et passant beaucoup de temps à la campagne ». Il trouve le temps cependant de devenir membre du Parlement pour la circonscription de Lyme, et, en 1792, est nommé « Gardien des routes privées du Roi ». En 1778, il épouse la mère d'Harriet Arbuthnot, Anne Batson, héritière et fille de Edward Buckley Batson. Le couple a 14 enfants : neuf fils et cinq filles.
La jeune Harriet passe une grande partie de son enfance dans la maison que possède la famille à Fulbeck Hall, dans le Lincolnshire, située sur les hauteurs de grès au-dessus de Grantham. La maison, donnée à Henry Fane par son père, était un manoir moderne, mais pas particulièrement vaste à l'époque de l'enfance d'Harriet Arbuthnot. Il sera reconstruit en 1733 à la suite d'un incendie, puis agrandi et modernisé en 1784 par Henry Fane. Dans le manoir de Fulbeck, Harriet et ses treize frères et sœurs jouissent d'une enfance à la campagne, confortable et raisonnablement aisée.
Le père d'Harriet Fane meurt alors qu'elle a neuf ans, mais la situation de la famille s'améliore grandement en 1810, lorsque sa mère hérite du domaine d'Avon Tyrrell dans le Hampshire, et du domaine de Upwood dans le Dorset. Ceci rapporte à la veuve, Mrs Fane, un revenu de 6 000 livres par an, revenu tout à fait considérable pour l'époque. Avec 14 enfants, et une position sociale à tenir cependant, l'argent est pleinement utilisé.

## Mariage
Harriet Fane épouse le Right Honourable Charles Arbuthnot, membre du Parlement, à Fulbeck, le 31 janvier 1814. Né en 1767, son mari est son aîné de 26 ans, et cette différence d'âge amène initialement sa famille à s'opposer au mariage. Un autre des principaux obstacles au mariage est d'ordre financier. Sa mère, veuve, délègue les dispositions à prendre pour le mariage de sa fille de 20 ans à son fils aîné, Vere, veuf, âgé de 46 ans, et jugé qualifié pour ces questions car il travaille à la Child's bank. Il semble que Vere Fane et sa mère n'aient pas initialement été préparés à verser suffisamment d'argent pour sa sœur pour satisfaire son futur époux, amenant celui-ci à écrire à sa fiancée : « Comment pouvons-nous vous et moi vivre sur 1 000 ou 1 200 livres sterling, alors que Fane (la mère de Harriet) trouve qu'il lui est si impossible de vivre sur ses 6 000 qu'elle ne peut vous être absolument d'aucune aide ? »

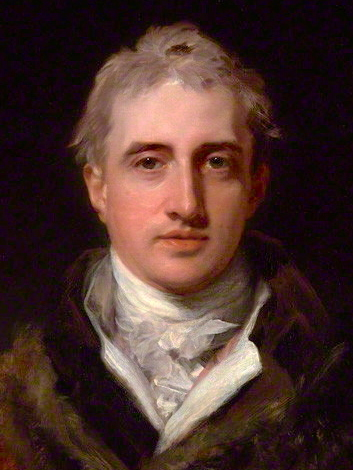
Lord Castlereagh, Foreign Secretary 1812–1822.
« L'ami le plus cher et le meilleur » d'Harriet Arbuthnot.

Charles Arbuthnot est veuf, et a quatre enfants ; son fils Charles n'a que 9 ans de moins que sa nouvelle épouse. Sa première femme, Marcia, dame d'honneur de la sulfureuse Princesse de Galles, Caroline de Brunswick, est morte en 1806. Comme les deux autres hommes que sa seconde femme admire tant, Lord Castlereagh et Wellington, Charles Arbuthnot est un membre de l'aristocratie anglo-irlandaise. Il est membre du Parlement depuis 1795, date à laquelle il est devenu député de la circonscription de East Looe. À l'époque de son mariage avec Harriet Fane, il est député de St Germans. Il interrompt brièvement sa carrière politique pour devenir ambassadeur extraordinaire auprès de l'Empire ottoman de 1804 à 1807.
Tout au long de son mariage, Harriet Fane, noue des amitiés étroites avec des hommes de pouvoir plus âgés qu'elle. Elle décrit Castlereagh comme « son plus cher et son meilleur ami » jusqu'à sa mort en 1822, date à laquelle elle reporte son affection sur l'autre grand pair anglo-irlandais du xixe siècle, le duc de Wellington.
Cependant, c'est elle qui mène le jeu, et son point de vue conservateur lui assure la faveur continue de ses admirateurs Tory plus âgés. Pendant les premiers temps de son mariage, son mari occupe le poste de sous-secrétaire au Trésor. Plus tard, en 1823, il reçoit un poste au Département des bois et forêts, ce qui lui donne la responsabilité des parcs et jardins royaux.
Lorsqu'elle consigne dans son journal des remarques sur d'autres femmes qui partagent leur affection entre les grands hommes du jour, Harriet Arbuthnot fait montre d'un esprit incisif et ironique. De celle qui fut un temps la maîtresse de Wellington, la princesse Dorothea Lieven, femme de l'ambassadeur de Russie à Londres de 1812 à 1834, elle écrit : « Il est étrange que les amours et les intrigues d'une « femme galante » aient une telle influence sur les affaires de l'Europe ». De toute évidence, Harriet Arbuthnot ne se rend pas compte que certains à Londres la considèrent comme une « femme galante » elle-même dans une situation analogue.
Ses observations politiques sont clairement écrites de son propre point de vue de Tory. Cependant, ses descriptions détaillées de la lutte pour le pouvoir entre les Tories et le parti libéral, qui s'est déroulée entre 1822 et 1830 est un des comptes rendus qui font le plus autorité sur cette rivalité.

## Relations avec Wellington

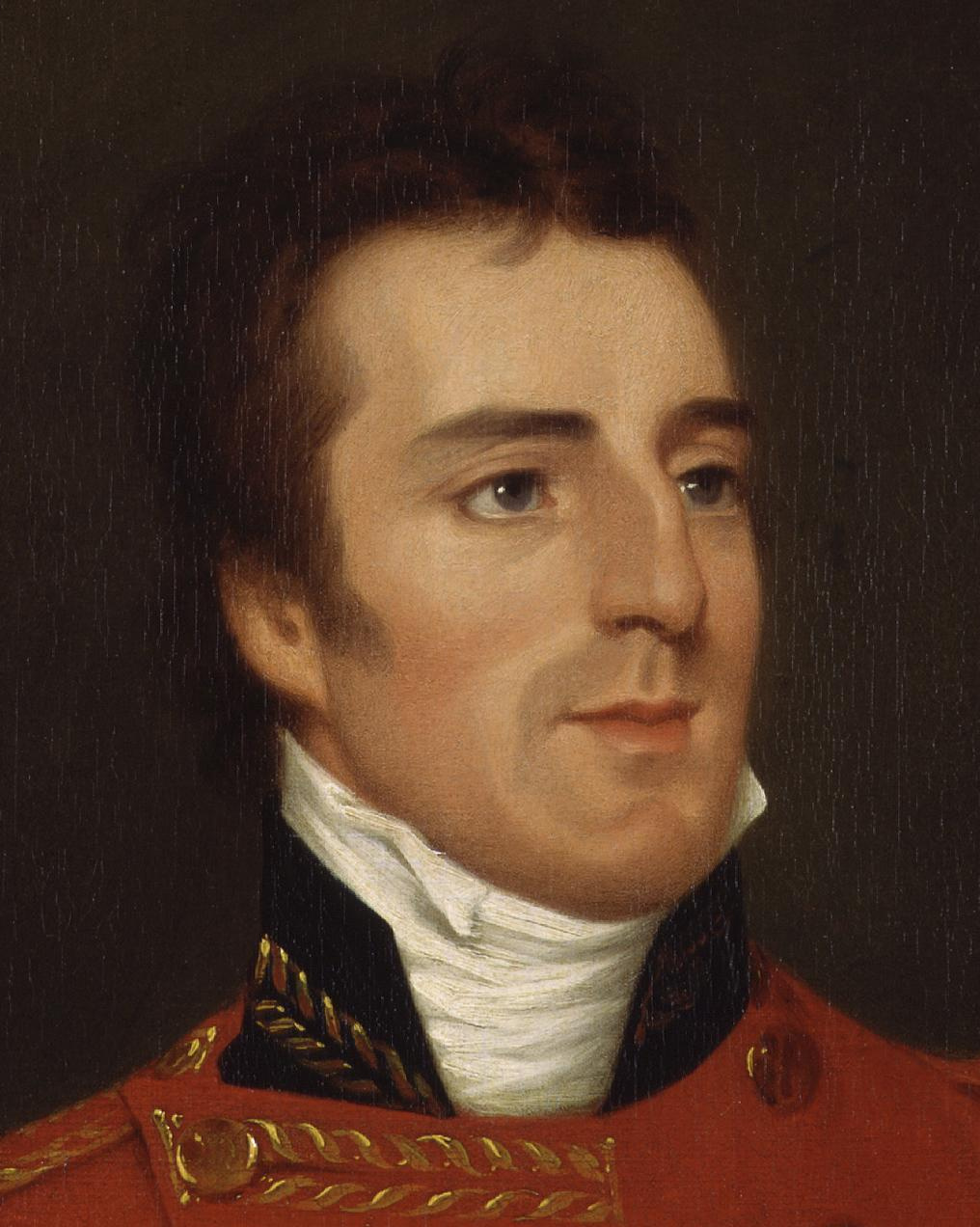
Arthur Wellesley, duc de Wellington. Harriet Arbuthnot est son « ami féminin le plus proche ».

Il est probable que Wellington remarque Harriet Arbuthnot pour la première fois en 1814, dans les salons de Paris, qui viennent de rouvrir à la suite de l'exil de Napoléon à l'île d'Elbe. Wellington vient d'être nommé ambassadeur de Grande-Bretagne à la Cour des Tuileries, et la ville est remplie de visiteurs anglais désireux de voyager sur le Continent et d'y faire des rencontres après le long intermède des guerres napoléoniennes.
Parmi ceux qui fréquentent les divertissements qu'offrent ce milieu plein d'entrain se trouvent les nouveaux époux Arbuthnot. Wellington connait Charles Arbuthnot, car celui-ci a été un soutien convaincu du frère cadet de Wellington, Henry Wellesley, 1er baron Cowley lors de son divorce, et il est possible que Wellington ait rencontré, ou au moins, entendu parler de Mrs Arbuthnot — elle est la cousine germaine de la famille Burghersh,.
Cependant, ce n'est qu'après la mort de Castlereagh en 1822 que l'amitié entre Wellington et les Arbuthnot s'épanouit. Il est peu probable qu'une amitié sérieuse ait pu se développer avant cette date. Wellington, bien installé dans l'Hôtel de Charost (tout juste évacué par la sœur de Napoléon, Pauline Borghèse), et adulé par le Paris de la Restauration, s'est déjà trouvé une amitié féminine, en la personne de Giuseppina Grassini. Cette femme, connue, du fait de son amitié avec Napoléon, comme « la chanteuse de l'Empereur », scandalise la société parisienne, tant anglaise que française, en se montrant au bras de Wellington, particulièrement après l'arrivée à Paris de Catherine Wellesley, duchesse de Wellington.
L'histoire d'un « ménage à trois » entre Mrs Arbuthnot, son mari Charles et Wellington, sur laquelle beaucoup de spéculations voient le jour, est rejetée par quelques biographes. Il se dit cependant que le duc, dont le mariage n'est guère heureux, trouve dans sa relation avec Mrs Arbuthnot « le réconfort et le bonheur que sa femme ne peut lui donner ». Harriet Arbuthnot est certainement la confidente du duc en toutes choses, et tout particulièrement pour ce qui touche à son mariage. Il lui confie qu'il n'a épousé sa femme que « parce qu'ils m'ont demandé de le faire » et qu'il n'est « pas le moins du monde amoureux d'elle ».
En fait, la veille de leur mariage, Wellington n'a pas vu sa femme depuis dix ans. À la suite du mariage, les nouveaux époux se rendent compte qu'ils n'ont que bien peu de choses en commun, voire rien. Bien qu'ils aient ensemble deux fils, ils mènent des vies essentiellement séparées jusqu'à la mort de la duchesse de Wellington en 1831.
Du fait de son mariage malheureux, Wellington noue des relations avec d'autres femmes, mais c'est pour Harriet Arbuthnot qu'« il réserve sa plus profonde affection ». À cette époque, son mari travaille au Trésor et Harriet Arbuthnot devient en quelque sorte « Secrétaire aux mondanités » alors qu'il occupe le poste de Premier ministre pour la première fois, entre janvier 1828 et novembre 1830. On a suggéré que le duc de Wellington lui permet « un accès presque sans restriction aux secrets du Cabinet ». Quelles que soient les choses qu'elle connaisse et auxquelles elle a accès, cependant, il semble qu'elle ne puisse influencer le duc, mais même le refus de celui-ci de faire entrer son mari au Cabinet en janvier 1828 ne suffit pas à ébranler l'intimité du trio.
Wellington ne fait aucun effort pour dissimuler son amitié avec Harriet Arbuthnot. Une indication en faveur du caractère platonique de leur relation, et du fait qu'elle est acceptée comme telle dans les plus hautes sphères de la société, peut être donnée par le fait que la duchesse de Kent autorise Wellington à présenter Harriet Arbuthnot à sa fille alors âgée de neuf ans, la future reine Victoria, en 1828. Harriet Arbuthnot note que la jeune princesse est « l'enfant le plus charmant que j'ai jamais vu » et que « la duchesse de Kent est une personne très sensée, qui l'élève (Victoria) remarquablement bien ». L'opinion de Harriet Arbuthnot sur la duchesse n'est pas impartiale, et n'est d'ailleurs pas partagée par Wellington et d'autres personnalités de l’establishment. Quoi qu'il en soit, si la personne d'Harriet Arbuthnot elle-même n'avait pas semblé respectable, une audience avec la jeune princesse n'aurait pas été autorisée.

De nombreuses références dans le journal d'Harriet Arbuthnot, cependant, se montrent moins respectueuses que celles qu'elle accorde à la duchesse de Kent. Wellington et Harriet Arbuthnot voyagent souvent de compagnie, et une visite qu'ils font ensemble en 1824 au palais de Blenheim est à l'origine d'une note cinglante au sujet de George Spencer-Churchill, 5e duc de Marlborough, dont elle écrit : 

« La famille du grand Général, cependant, est tristement tombée en pleine décomposition, et ils ne sont qu'une honte pour le nom illustre des Churchill, qu'ils ont choisi de reprendre aujourd'hui. Le duc actuel est criblé de dettes, et ne vaut guère mieux qu'un vulgaire escroc. »

Lorsque Wellington et les Tories perdent le pouvoir en novembre 1830, Harriet Arbuthnot cesse de s'intéresser à son journal, et écrit : J'écrirai très peu dorénavant, sans doute, dans mon livre, car, à l'exception du duc, aucun des hommes publics ne m'intéresse. Sa description de la rupture du parti Tory est un récit totalement partisan, exact lorsqu'il s'agit des évènements extérieurs au cœur du parti Tory, mais à une échelle plus large, et pas aussi complètement politique que celui de Henry Hobhouse.

## Postérité
Harriet Arbuthnot meurt soudainement du choléra dans une ferme du Northamptonshire, près de la demeure des Arbuthnot, Woodford House, près de Kettering, à l'été 1834. Immédiatement après sa mort, un message est envoyé en express à Apsley House. Le messager, cependant, doit changer de direction pour se rendre à Hatfield House où Wellington est en train de dîner avec le marquis et la marquise de Salisbury. Après sa mort, il est révélé qu'elle était sur une liste civile pour une pension de 936 livres sterling par an depuis janvier 1823.
La nature exacte de la relation entre Harriet Arbuthnot et Wellington a donné lieu à des conjectures depuis l'origine. Elles sont relancées lorsque, dès la mort d'Harriet Arbuthnot, des admiratrices se mettent aussitôt à assiéger Wellington. L'une de ces admiratrices, Miss Jenkins, se lance « corps et âme » à sa conquête aussitôt après la mort d'Harriet Arbuthnot. Une autre, ressurgie de son passé, est la propre cousine de Wellington, l'excentrique Lady Georgiana Fane, qui ne cesse de le harceler en le menaçant de publier des lettres intimes qu'il lui avait envoyées jadis, et de lui intenter un procès pour — dit-elle — rupture de promesse de mariage. Il apparaît très probable qu'en plus de l'aide qu'apporte Harriet Arbuthnot à Wellington dans le cadre de sa vie sociale, sa présence à ses côtés le protège des avances d'autres femmes. Pendant la période où il côtoie Harriet Arbuthnot, il a certainement des maîtresses, mais il n'a jamais été prouvé qu'Harriet ait été l'une d'entre elles. Lors de la visite d'Apsley House, la résidence londonienne du duc de Wellington, il est précisé qu'elle ne faisait que jouer le rôle d'hôtesse lors de ses dîners politiques.
Après sa mort, Charles Arbuthnot quitte Woodford House et s'en va vivre avec son ami très proche, Wellington. Charles Arbuthnot meurt à Apsley House en 1850, à l'âge de 83 ans. Durant le temps où ils habitent ensemble, les deux hommes vieillissants pleurent la perte d'Harriet, et déplorent les fissures qui se font jour au sein du party Tory. Wellington survit deux ans à son ami, puis est enterré en grande pompe à la cathédrale St Paul. Harriet Arbuthnot, quant à elle, est enterrée avec la famille Fane dans l'église de la paroisse de Fulbeck.